# 일산동 (원주시)
일산동(一山洞)은 대한민국의 강원특별자치도 원주시에 설치된 동이다.

## 개요
일산동은 원주시의 중심 지역에 위치한 동으로서 동쪽은 중앙동, 남쪽은 원인동, 서쪽은 단계동, 북쪽은 학성동과 경계를 이루고 있다. 지명은 원주 서남방의 백운산 줄기가 이 지역에서 일자(一字)로 마무리 되었다 하여 일산(一山)이라고 불리었다고 한다.
1914년 원주군의 행정구역이 10개면으로 확정되면서 일산동은 본부면에 속하였다. 1938년 본부면이 원주읍으로 승격함으로써 원주읍이 14개 정으로 구분되어 일산동은 상동리(上洞里)와 하동리(下洞里)의 각 일부를 병합하여 금정(錦町)이라 불렀다. 해방 후 1945년 일제시대의 명칭인 정(町)을 동(洞)으로 개정하면서 원주읍 일산동이 되었고, 1955년 원주시 승격과 동시에 일산동이 설치되어 현재에 이르고 있다.
1973년부터 2007년까지 원주시청의 소재지였다.

## 법정동
- 일산동

## 교육
- 일산초등학교
- 학성중학교